# Heterofleksibilitet
Heterofleksibilitet er en form for seksuel orientering eller situationel seksuel adfærd, karakteriseret ved minimal homoseksuel aktivitet hos en ellers primært heteroseksuelt orienteret person, som måske, eller måske ikke aktivt skelner det fra biseksualitet.
Selvom heterofleksibilitet undertiden sidestilles med bi-nysgerrighed for at beskrive et bredt kontinuum af seksuelle orienteringer mellem heteroseksualitet og biseksualitet, distingverer nogle forfattere heterofleksibilitet som mangel på "ønsket om at eksperimentere med ... seksualitet", som betegnelsen bi-nysgerrig indebærer.
Den tilsvarende situation, hvor homoseksuel aktivitet dominerer, er også blevet beskrevet homofleksibilitet.

## Studier og prævalens
Nordamerikanske undersøgelser viser, at mellem 3 og 4 procent af teenagedrenge der fik lov til at vælge et alternativ som beskrev deres seksuelle følelser, ønsker og adfærd, valgte "mest" eller "overvejende" heteroseksuelle. "100% heteroseksuel" var den største antagne identitet og "for det meste heteroseksuelle" var det andet mest populære svar på selvidentifikation. Af de 160 mænd, der mellem 2008 og 2009 deltog i undersøgelsen, oplyste næsten en ud af otte, at de havde (oplevet) tiltrækning, fantasier og kærlighed mod en af det samme køn. Flertallet havde oplevet disse følelser siden high school; nogle havde udviklet dem for nylig. Og i en national stikprøve af unge mænd, hvor gennemsnitsalderen var 22, var andelen af "for det meste hetero" steget, da man gennemførte den samme undersøgelse seks år senere.
Indtil 2010 havde de fleste undersøgelser om heterofleksibilitet fokuseret på unge mænd og kvinder, især hvide kvinder på college. En højere procentdel af unge voksne mænd efter gymnasiet i USA og en håndfuld andre lande (herunder New Zealand og Norge) tog det samme valg.
Indtil 2010 havde de fleste undersøgelser om heteroflekibilitet fokuseret på unge mænd og kvinder, især hvide kvinder på college. Forskning, der tyder på påvirkning af prænatal androgeneksponering på kvindelig seksuel identitet, placerer heterofleksibilitet på et kontinuum med biseksualitet og lesbianisme. Andre undersøgelser har fokuseret på social oprindelse for adfærden, såsom skiftende medierepræsentation af biseksualitet eller "socialisering af den mandlige indtrænger-fantasi", hvor en mand inviteres ind til et lesbisk forhold som en tredje (seksuel)partner.
Til trods for afvisende ytringer som "bisexual until graduation" (biseksuel indtil eksamen - forstået som indtil voksenlivet sætter ind) og lignende pejorativer, anses heterofleksibilitet generelt for at have en positiv konnotation og er ofte en selvpåført etiket.